# Allopregnanolone
Allopregnanolone, còn được gọi là brexanolone, là một loại thuốc và steroid được sản xuất tự nhiên tác động lên não. Là một loại thuốc, nó được bán dưới tên thương hiệu Zulresso  và được sử dụng để điều trị trầm cảm sau sinh. Nó được sử dụng bằng cách tiêm vào tĩnh mạch trong khoảng thời gian 60 giờ dưới sự giám sát y tế.
Tác dụng phụ của brexanolone có thể bao gồm buồn ngủ, khô miệng và mất ý thức. Nó là một neurosteroid và hoạt động như một bộ điều biến allosteric tích cực của thụ thể GABA<sub id="mwEg">A</sub>, mục tiêu sinh học chính của chất dẫn truyền thần kinh ức chế γ-aminobutyric acid (GABA).
Brexanolone đã được phê duyệt cho sử dụng trong y tế tại Hoa Kỳ vào năm 2019 với doanh số thương mại dự kiến sẽ bắt đầu vào tháng 6 năm 2019. Thời gian sử dụng dài, cũng như chi phí 34,000 đô la Mỹ, đã làm dấy lên mối lo ngại về khả năng tiếp cận đối với nhiều phụ nữ.

## Sử dụng trong y tế
Brexanolone được sử dụng để điều trị trầm cảm sau sinh ở phụ nữ.

## Tác dụng phụ
Tác dụng phụ có thể bao gồm buồn ngủ, khô miệng và mất ý thức.

## Chức năng sinh học
Allopregnanolone có một loạt tác dụng, bao gồm, không theo thứ tự cụ thể, thuốc chống trầm cảm, giải lo âu, giảm căng thẳng, bổ ích, prosocial, chống trầm cảm, prosexual, an thần, ngủ yên, nhận thức, suy giảm trí nhớ, giảm đau, gây mê, chống co giật, bảo vệ thần kinh và tác dụng thần kinh. Biến động về mức độ allopregnanolone và các chất kích thích thần kinh khác dường như đóng một vai trò quan trọng trong sinh lý bệnh của tâm trạng, lo lắng, hội chứng tiền kinh nguyệt, động kinh catamenial và các tình trạng bệnh lý thần kinh khác.
Tăng mức độ allopregnanolone có thể tạo ra các hiệu ứng nghịch lý, bao gồm tâm trạng tiêu cực, lo lắng, khó chịu và hung hăng. Điều này dường như là do allopregnanolone sở hữu hai giai đoạn, hành động hình chữ U tại GABA Một thụ thể - mức tăng vừa phải (trong khoảng từ 1,5-2 nM / L tổng allopregnanolone, đó là tương đương với giai đoạn hoàng thể cấp) ức chế sự hoạt động của thụ thể, trong khi nồng độ thấp hơn và cao hơn làm tăng kích thích nó. Đây dường như là một hiệu ứng chung của nhiều GABA Một thụ thể điều biến allosteric tích cực. Theo đó, việc sử dụng liều thấp progesterone micronized (làm tăng đáng kể nồng độ allopregnanolone) đã được tìm thấy có tác động tiêu cực đến tâm trạng, trong khi liều cao hơn có tác dụng trung tính.
Khi mang thai, allopregnanolone và merganolone có liên quan đến thuốc an thần và gây mê cho thai nhi.

## Cơ chế hoạt động
Nó là một neurosteroid mang thai ức chế nội sinh. Nó được làm từ progesterone, và là một bộ điều biến allosteric tích cực của hoạt động của axit γ-aminobutyric (GABA) tại thụ thể GABA<sub id="mwUQ">A.</sub>  Allopregnanolone có tác dụng tương tự như các chất điều chế allosteric tích cực khác của hành động GABA tại GABA Một thụ thể như các thuốc benzodiazepin, bao gồm cả giải lo âu, an thần và chống co giật. Allopregnanolone được sản sinh nội sinh có vai trò sinh lý thần kinh bằng cách điều chỉnh thụ thể GABA<sub id="mwWA">A</sub> và điều chỉnh hoạt động của một số chất điều chế allosteric tích cực và chất chủ vận tại thụ thể GABA<sub id="mwWg">A.</sub> 

## Xã hội và văn hoá

### Tên gọi
Allopregnanolone là tên của phân tử thường được sử dụng trong tài liệu khi nó được thảo luận như là một neurosteroid nội sinh, trong khi brexanolone (INN, USAN)  là tên của hợp chất trong bối cảnh sử dụng làm thuốc. Zulresso là tên thương hiệu của brexanolone như một loại thuốc.

## Nghiên cứu
Bên cạnh việc sử dụng trong trầm cảm sau sinh, brexanolone còn được phát triển dưới dạng thuốc tiêm tĩnh mạch để điều trị chứng động kinh siêu khó chịu và run cơ bản.
Progesterone ngoại sinh, như progesterone đường uống, làm tăng nồng độ allopregnanolone trong cơ thể với mối tương quan giữa liều với huyết thanh tốt. Do đó, người ta đã gợi ý rằng progesterone đường uống có thể được mô tả như một tiền chất của allopregnanolone. Do đó, đã có một số quan tâm trong việc sử dụng progesterone đường uống để điều trị chứng động kinh catamenial, cũng như các tình trạng liên quan đến chu kỳ kinh nguyệt và liên quan đến thần kinh. Ngoài progesterone đường uống, thaienolone đường uống cũng đã được tìm thấy hoạt động như một tiền chất của allopregnanolone, mặc dù cũng có tác dụng với sulfateenenone.